# Brij Mohan Vyas
Brij Mohan Vyas (meist als B. M. Vyas; Hindi: बृज मोहन व्यास Bṛj Mohan Vyās; * 22. Oktober 1920 in Churu, Bikaner (Rajasthan); † 11. März 2013 in Kalyan, Maharashtra) war ein indischer Schauspieler.

## Leben
Der Autodidakt Brij Mohan Vyas kam Anfang der 1940er Jahre durch seinen älteren Bruder, den Autor und Liedtexter Bharat Vyas (1918–1982), nach Bombay und war Sänger und Darsteller in dessen rajasthanischen Theaterstück Ramu Chanana. Sein Gesangstalent fiel dem Filmkomponisten Ghulam Mohammed auf, der ihn Naushad empfahl. Vyas war Playbacksänger in den Filmen Pehle Aap (Abdul Rashid Kardar, 1944) unter Filmkomponist Naushad, Bhartrahari (Chaturbhuj Doshi, 1944) unter Khemchand Prakash und Maharana Pratap (Jayant Desai, 1946) unter Ram Ganguly.
1944 wurde er als Bühnensänger bei Prithviraj Kapoors Prithvi Theatre engagiert, wo auch sein rezitatorisches Talent schnell entdeckt und er als Schauspieler eingesetzt wurde. Vyas war bis 1955 mit der Theatergruppe verbunden und trat in zahlreichen Stücken wie den von Inder Raj Anand geschriebenen Deewar (1945) und Gaddar (1948), Pathan (1947), Ahooti (1949) und dem von Ramanand Sagar geschriebenen Kalakar (1952) auf Touren durch Indiens Städte auf.
Durch Ramesh Saigal, der wie viele Akteure des Prithvi Theatre mit der linkspolitischen Bewegung der Indian People’s Theatre Association in Verbindung stand, bekam Vyas eine kleine Rolle als älterer Bruder des Protagonisten in Chetan Anands IPTA-Produktion Neecha Nagar (1946) – sein erster Auftritt als Filmschauspieler. Danach spielte er in einigen Filmen Raj Kapoors, darunter den Vater der Darstellerin Nargis in Barsaat (1949). Wegen seiner großen Statur und seines Gestus wurde Vyas bereits am Anfang seiner Karriere für Rollen älterer Personen besetzt. Er spielte den Abu Hassan in Homi Wadias Verfilmung von Alibaba and the Fort Thieves aus dem Jahr 1954, in Do Aankhen Barah Haath (1957) spielte er einen Gefangenen in einer gemeinsamen Szene mit dem als Darsteller agierenden Regisseur des Films V. Shantaram. In den 1960er und 1970er Jahren war Vyas in Nebenrollen in zahlreichen religiösen Filmen zu sehen. Zu den bekanntesten gehört seine Rolle als Ravana in Babubhai Mistris Sampoorna Ramayan (1961). Seinen letzten Filmauftritt hatte er 1995 in Ketan Mehtas Shahrukh-Khan-Vehikel Oh Darling Yeh Hai India.

## Filmografie (Auswahl)
- 1946: Neecha Nagar
- 1948: Aag
- 1949: Barsaat
- 1951: Awara – Der Vagabund von Bombay (Awaara)
- 1951: Shokhian
- 1952: Baiju Bawra
- 1953: Baaghi
- 1954: Alibaba and the Forty Thieves
- 1957: Zwei Augen – Zwölf Hände (Do Aankhen Barah Haath)
- 1957: Tumsa Nahin Dekha
- 1958: Maya Bazaar
- 1960: Mehndi Rang Lagyo
- 1961: Sampoorna Ramayan
- 1963: Baba Ramdev
- 1968: Saraswatichandra
- 1975: Jai Santoshi Maa
- 1976: Bhagwan Samaye Sansar Mein
- 1995: Oh Darling Yeh Hai India